# 细花泡花树
细花泡花树（学名：Meliosma parviflora）为清风藤科泡花树属下的一个种。其种加词“parviflora”意为“小花的”。